# Leucula lino
Leucula lino là một loài bướm đêm trong họ Geometridae.